# Litsea lancifolia
Litsea lancifolia (Roxb. ex Nees) Fern.-Vill. – gatunek rośliny z rodziny wawrzynowatych (Lauraceae Juss.). Występuje naturalnie w Indiach, Bhutanie, Mjanmie, Tajlandii, Malezji, Indonezji, na Filipinach, w Wietnamie oraz południowych Chinach (na wyspie Hajnan, w południowo-zachodnim Junnanie oraz w południowo-zachodniej części regionu autonomicznego Kuangsi). 

## Morfologia
PokrójZimozielony krzew dorastające do 3 m wysokości. Gałęzie są owłosione i mają szarożółtawą barwę.
LiścieNaprzemianległe lub naprzeciwległe. Mają eliptyczny, podłużny lub lancetowaty kształt. Mierzą 5–10 cm długości oraz 2,5–4,5 cm szerokości. Od spodu są owłosione i mają żółtoszarawą barwę. Nasada liścia jest klinowa. Blaszka liściowa jest o spiczastym wierzchołku. Ogonek liściowy jest owłosiony i dorasta do 3–10 mm długości.
KwiatySą niepozorne, jednopłciowe, zebrane po 3 w baldachy, rozwijają się w kątach pędów. Okwiat jest zbudowany z 6 listków o lancetowatym lub podłużnym kształcie. Kwiaty męskie mają 6–9 owłosionych pręcików.
OwoceMają kulisty lub elipsoidalny kształt, osiągają 10 mm średnicy.

## Biologia i ekologia
Roślina dwupienna. Rośnie w lasach mieszanych oraz zaroślach. Występuje na wysokości do 2000 m n.p.m.. 

## Zmienność
W obrębie tego gatunku wyróżniono dwie odmianę:
- Litsea lancifolia var. grandifolia (Stapf) Ng
- Litsea lancifolia var. rheophytica (Kosterm.) Ng